# Česvinica
Česvinica is een plaats in de gemeente Ston in de Kroatische provincie Dubrovnik-Neretva. De plaats telt 85 inwoners (2001).